# Слюзи (рід)
Слюзи — козацько-старшинський, згодом — дворянський рід, що походить від Василя Васильовича Слюза (17 ст.), який, згідно з родинною легендою, був хорунжим Берестейського воєводства, а потім оселився в Гетьманщині. Його син — Леонтій Васильович (р. н. невід. — п. бл. 1710), сенчанський сотник (1687—95), а онук — Семен Леонтійович (р. н. невід. — п. після 1750), другий лубенський полковий хорунжий (1732—38), похідний генеральний осавул під час Кримського походу (1738), лубенський полковий осавул (1738—45). Федір Семенович (р. н. невід. — п. до 1784) посідав уряди сотника і полкового хорунжого в Лубенському полку, а Павло Федорович (бл. 1746 — бл. 1815) — сотника 2-ї сенчанської сотні (1771—82). Інші представники роду обіймали уряди військових товаришів та бунчукових товаришів.
Рід внесений до 1-ї та 2-ї частин Родовідної книги Полтавської губернії.